# Camponotus imitator
Camponotus imitator é uma espécie de inseto do gênero Camponotus, pertencente à família Formicidae.